# Lex Gabinia
Die Lex Gabinia war ein im Jahr 67 v. Chr. erlassenes Gesetz der späten römischen Republik. Es erging durch die Volksversammlung auf Antrag des Tribunen Aulus Gabinius. In der Sache ermächtigte es den Heerführer Gnaeus Pompeius Magnus durch außerordentlichen Oberbefehl (imperium extraordinarium), die im gesamten Mittelmeerraum tätigen Piraten zu bekämpfen. Seinem Zweck nach sollte das Gesetz die (räuberischen) Störungen zur See unterbinden, die im internationalen Handel aufgekommen waren, denn Rom sah seine Getreideversorgung gefährdet.
Für die militärischen Aktionen stattete die Lex Gabinia Pompeius mit einer bis dahin nicht dagewesenen Machtfülle aus. Diese unterstützte eine Flotte von 500 Schiffen mit 120.000 Infanteristen, 5000 Reitern und einem Budget von 36 Millionen Denaren. Der Flotteneinsatz umfasste alle Küsten des Mittelmeeres und die Landkräfte operierten bis zu 50 Meilen ins Landesinnere. Umstritten ist in der Forschung, ob es sich bei diesem imperium schon um ein imperium proconsulare maius handelte, wie es später Augustus verliehen erhalten hat, oder um das etwas geringere imperium proconsulare aequum. Damit ist unklar, in welchem Verhältnis die Befehlsgewalt des Pompeius zu der Befehlsgewalt der Provinzstatthalter stand, in deren Gebieten er operierte. Die Befehlshaber waren nicht immer bereit, sich Pompeius zu unterwerfen. Zu Zerwürfnissen kam es etwa auf Kreta, wo Metellus Creticus gegen die Piraten kämpfte. 
Zwar war Pompeius im Volk beliebt, jedoch zögerte der römische Senat, so viel Macht durch ein außerordentliches Imperium auf eine einzige Person zu konzentrieren. Man fürchtete, Pompeius werde sich zum Alleinherrscher aufschwingen, wie es erst 15 Jahre zuvor Sulla getan hatte. Dennoch konnten die Tribunen das Gesetz durchsetzen, weil das Piratenproblem drängte. Gegen den Volkstribunen Lucius Trebellius, der vor der Volksversammlung ursprünglich sein Veto gegen das Gesetz eingelegt hatte, ließ Gabinius ein Absetzungsverfahren einleiten, woraufhin Trebellius seinen Einspruch zurückzog.